# The Battle Royal
The Battle Royal é um curta-metragem mudo norte-americano de 1916, do gênero comédia, dirigido por Will Louis e estrelado por Oliver Hardy.

## Elenco
- Oliver Hardy - Plump (como Babe Hardy)
- Billy Ruge - Runt
- Elsie MacLeod - Irmã do Runt
- Billy Bletcher - Vovô Runt
- Will Louis